# Funcions de la tecnologia

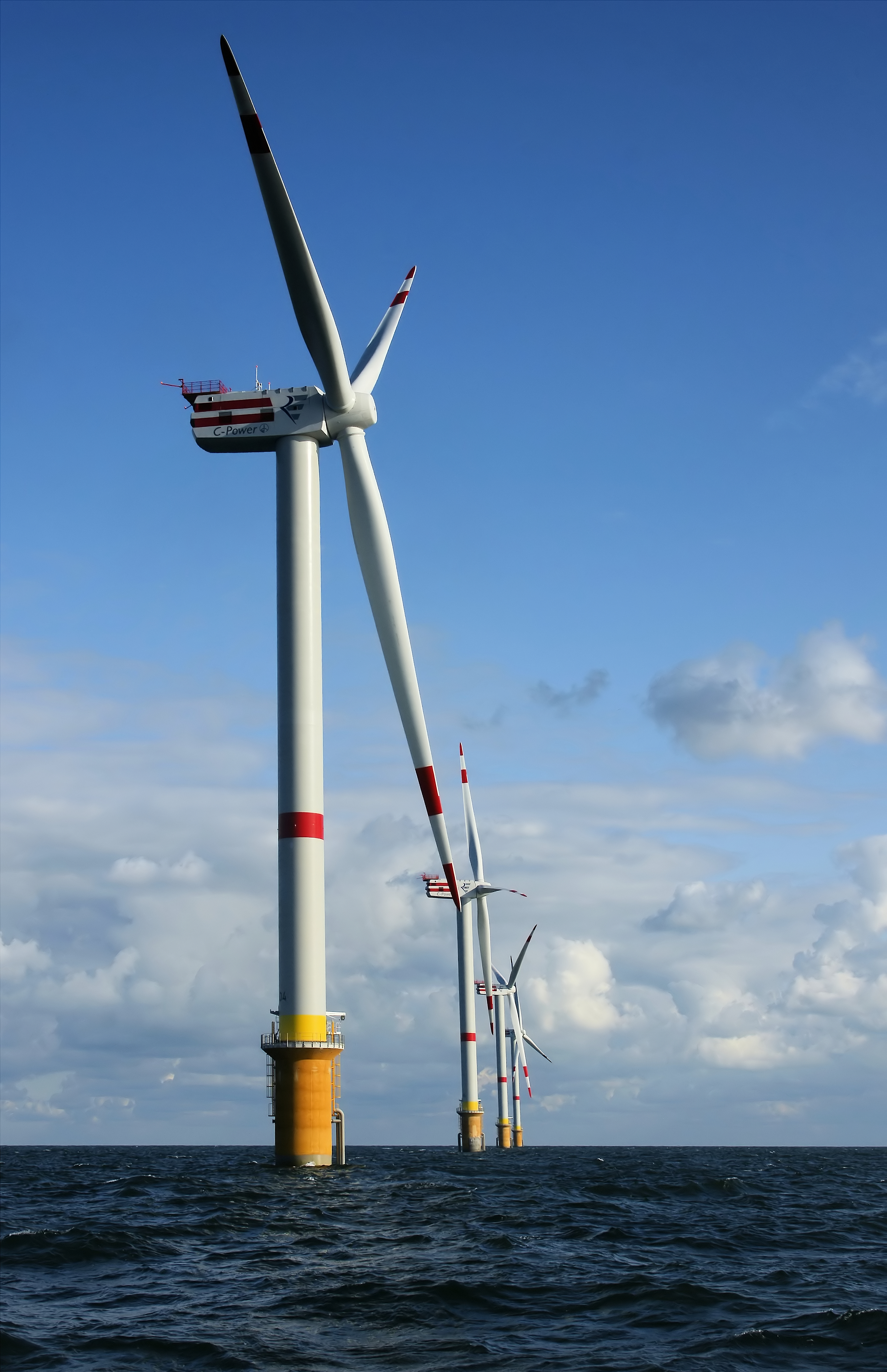
La tecnologia en la seva funció tècnica transformadora del mitjà. En la imatge, Parc eòlic offshore de Thorntonbank en la costa belga, Mar del Nord converteixen l'energia del vent en energia elèctrica.

Les funcions de la tecnologia són els usos útils de la tecnologia, i es relacionen amb com elles transformen l'entorn humà per adaptar-ho millor a les necessitats i desigs humans. A més, en aquest procés s'usen recursos naturals (per exemple, aire, aigua, materials o fonts d'energia), persones que proveeixen la informació, mà d'obra i mercat per a les activitats tecnològiques. I en el procés de transformació del món que ens envolta construeixen un món artificial, provocant grans conseqüències socials i ambientals.
El principal exemple és la utilització de la tecnologia en la seva funció per a la construcció d'un món artificial, i en la funció d'eina de transformació del mitjà són les ciutats, construccions completament artificials per on circulen productes naturals, com l'aire i aigua, que són alterats durant el seu ús. La tendència, aparentment irreversible, és a l'augment sostingut de la urbanització del planeta. S'estima que en el transcurs de l'any 2008 la població mundial urbana superarà a la rural per primera vegada en la història, el que ja ha succeït al segle XX pels països més industrialitzats. La raó és que les ciutats proveeixen major accés a formes de satisfer les nostres necessitats, perquè en elles existeix una major varietat i quantitat de serveis essencials destinats a les persones, llocs de treball, comerços, seguretat personal, formes d'entreteniment i accés a serveis de salut i educació.
En la prehistòria, les tecnologies han estat usades per satisfer necessitats essencials (alimentació, vestimenta, habitatge, protecció personal, relació social, comprensió del món natural i social), i en la història també per obtenir plaers corporals i estètics (esports, música, hedonisme en totes les seves formes) i com a mitjans per satisfer desitjos (simbolització d'estatus, fabricació d'armes i tota la gamma de mitjans artificials usats per persuadir i dominar a les persones).

## El concepte de funció en l'àmbit tecnològic
És el procés de passatge, mitjançant un dispositiu tecnològic apropiat, de l'estat inicial d'un sistema a un estat final. Per exemple, si el sistema és una font d'aigua l'estat inicial de la qual és d'aigua impura, la funció de purificació de l'aigua és la transformació de l'aigua de la font de manera tal que el seu estat final sigui aigua pura en el grau desitjat. En aquest cas, aquest procés compleix una funció tècnica de la tecnologia.

## Funcions tècniques dels productes tecnològics
| Transformació                    | Funció                    | Mitjà de realització   |
| -------------------------------- | ------------------------- | ---------------------- |
| Aigua contaminada en potable     | Potabilització de l'aigua | Planta potabilitzadora |
| Combustible en electricitat      | Generació tèrmica         | Usina tèrmica          |
| Ble d'ovella en fil              | Filat                     | Filandera o filanderia |
| Text manuscrit sobre paper       | Impressió                 | Impremta               |
| Ignorància a saber               | Educació o investigació   | Escola o laboratori    |
| Persones fent fila               | Fer cua                   | Rètol o persona        |
| Factures de despeses i ingressos | Comptabilitat             | Comptador              |

El concepte de funció tècnica involucra els següents trets:
- Canvi o transformació previsible d'un sistema en un altre més desitjable. El sistema pot involucrar tant materials com a persones i idees.
- És independent del mitjà i manera en què s'aconsegueix la transformació.
- Propòsit, deliberació en l'obtenció de la transformació.

El tret 1 pot veure's reflectit en la primera columna de la taula adjunta, en la qual es donen exemples de transformacions i en la segona, el nom usual.
El tret 2 permet diferenciar entre funcions i mitjans. Així un martell és un mitjà per complir la funció de clavar, però aquesta no és l'única funció que pot realitzar. Per regla general es pot triar mitjans diversos per obtenir el mateix resultat de manera, per exemple, que es causi menys impactes socials o ambientals. La funció de generar electricitat pot aconseguir-se amb centrals tèrmiques propulsades per combustibles sòlids com el carbó, líquids com el gasoli o gasosos com el gas natural, que contaminen l'aire i consumeixen recursos no renovables, o mitjançant centrals hidroelèctriques que usen un recurs renovable com la força de l'aigua, encara que amb impactant la topografia del terreny i les poblacions de la zona. En la tercera columna de la taula adjunta s'identifiquen els mitjans usats per al compliment de les funcions donades.
El tret 3 diferència a les funcions tècniques dels fenòmens naturals i dels efectes no desitjats (secundaris) de les tecnologies. No es pot dir que la funció de la força de gravetat és fer caure els cossos materials al sòl, perquè la matèria inorgànica no té propòsits i satisfà la causalitat estricta. Encara que un pèndol necessàriament tendeix a l'estat de repòs al punt més baix, això no és una finalitat o propòsit ni implica previsió. L'evaporació natural de l'aigua del mar l'allibera de la sal, però no és aquesta la seva funció, només un resultat de la fisicoquímica del procés.

## Funcions no tècniques dels productes tecnològics
Després d'un temps, les característiques noves dels productes tecnològics són copiades per altres marques i deixen de ser un bon argument de venda. Prenen llavors gran importància les creences del consumidor sobre altres característiques independents de la seva funció principal, com les estètiques i simbòliques.

### Funció estètica dels objectes tecnològics
Més enllà de la indispensable adequació entre forma i funció tècnica, es busca la bellesa a través de les formes, colors i textures. Entre dos productes d'iguals prestacions tècniques i preus, qualsevol usuari triarà segurament al que trobi més bell. De vegades, cas de les peces de vestir, la bellesa pot prevaler sobre les consideracions pràctiques. Freqüentment comprem roba bonica encara que sapiguem que els seus ocults detalls de confecció no són òptims, o que la seva durada serà breu a causa dels materials usats. La roba és una branca tecnològica de gran venda al planeta perquè són la imatge que vam mostrar a les altres persones i condicionen la manera en què ens relacionem amb elles.

### Funció simbòlica dels objectes tecnològics
Quan la funció principal dels objectes tecnològics és la simbòlica, no satisfan les necessitats bàsiques de les persones i es converteixen en mitjans per establir estatus social i relacions de poder.
Les joies fetes de metalls i pedres precioses no impacten tant per la seva bellesa (moltes vegades comparable al d'una imitació barata) com per ser clars indicadors de la riquesa dels seus amos. Les robes costoses de primera marca han estat tradicionalment indicadors de l'estatus social dels seus portadors. En l'Amèrica colonial, per exemple, es castigava amb assots a l'esclau o lliberto africà que usava robes espanyoles per pretendre ser el que no és.
El cas més destacat i freqüent d'objectes tecnològics fabricats per la seva funció simbòlica és el dels grans edificis: catedrals, palaus, gratacels gegants. Estan dissenyats per empetitir als quals estan en el seu interior (cas dels amplis vestíbuls i altíssims sostres de les catedrals), enlluernar amb exhibicions de luxe (cas dels palaus), infondre sorpresa i humilitat (cas dels grans gratacels). No és casual que els terroristes de l'11 de setembre de 2001 triessin com a blanc principal dels seus atacs a les Torres Bessones de Nova York, seu de l'Organització Mundial del Comerç i símbol del principal centre del poder econòmic nord-americà.
El Programa Apollo va ser llançat pel President John F. Kennedy en el clímax de la Guerra Freda, quan Estats Units estava aparentment perdent la carrera espacial enfront dels russos, per demostrar al món la intel·ligència, riquesa, poder i capacitat tecnològica dels Estats Units. O també les piràmides d'Egiptesón un costós exemple de l'ús simbòlic de les tecnologies.